# Алимкул джанг-намаси ва Гариб-нама
«Алимкул джанг-намаси ва Гариб-нама» («Книга войны Алимкула и книга изгнанника») — поэма написанная на тюрки в конце 1870-х годов Муллой Хал-беком. Автор труда написал поэму, когда находился в ссылке в Оренбурге, куда попал за участие в антирусской деятельности.
Стиль поэмы местами афористичен. Поэма входит в «проалимкуловскую» группу кокандских источников.

## Содержание
Поэма «Алимкул джанг-намаси ва Гариб-нама» насчитывает 75 страниц. В первых двенадцати страницах автор поэмы пишет о войне Алимкула с Худайаром, сражениях в Южном Казахстане в 1864 году между кокандскими и русскими войсками и взятии Ташкента. С 13-й до 31-й страницы автор поэмы пишет о бесчинствах сборщиков закята, восстании кочевников, своём происхождении, процветании Ферганы при кокандских ханах и падении нравов, пьянстве и разврате после завоевания Ферганы. С 31-й до 75-й страницы автор пишет о своей жизни в ссылке, куда попал из-за антирусской деятельности.

### Книги
- Т. К. Бейсембиев. Кокандская историография. Исследование по источниковедению Средней Азии XVIII-XIX веков. — Алма-Ата: TOO «Print-S», 2009. — 1263 с. — ISBN 9965-482-84-5.